# ماتياس آغوريغاري

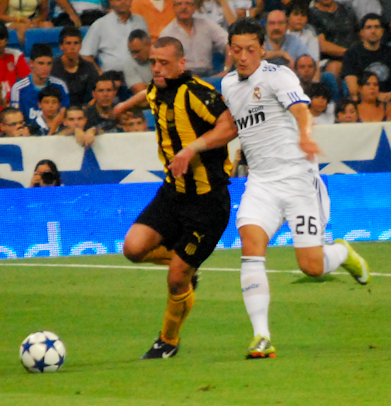

ماتياس آغوريغاري (مواليد 1 أبريل 1989 في دورازنو) لاعب كرة قدم أوروغواياني لعب سابقاً في نادي الفتح .

## روابط خارجية
- ماتياس آغوريغاري على موقع الاتحاد الدولي (مؤرشف)  (الإنجليزية)
- ماتياس آغوريغاري على موقع إي إس بي إن إف سي (الإنجليزية)
- ماتياس آغوريغاري على موقع قاعدة بيانات كرة القدم.إي يو (الإنجليزية)
- ماتياس آغوريغاري على موقع ناشيونال فوتبول تيمز (الإنجليزية)
- ماتياس آغوريغاري على موقع Soccerway.com (الإنجليزية)
- ماتياس آغوريغاري على موقع عالم كرة القدم.نت (الإنجليزية)
- ماتياس آغوريغاري على موقع أوليمبيديا (الإنجليزية)